# 10146 Mukaitadashi
10146 Mukaitadashi este un asteroid din centura principală de asteroizi.

## Descriere
10146 Mukaitadashi este un asteroid din centura principală de asteroizi. A fost descoperit pe 8 februarie 1994 la Kitami de Kin Endate și Kazuro Watanabe. Asteroidul prezintă o orbită caracterizată de o semiaxă mare de 3,08 ua, o excentricitate de 0,19 și o înclinație de 3,9° în raport cu ecliptica.